# تكيف
التكيّف أو التلاؤم أو المواءمة أو التكيف التطوري (بالإنجليزية: Adaptation)‏ في علم الأحياء هو عملية تطورية تصبح فيها الكائنات الحية متكيفة أكثر للعيش والتكاثر في بيئتها. ومصطلح التكيف يشير أيضاً لخلة ذات دور وظيفي في تاريخ حياة الكائن الحي تم الحفاظ عليها وتطويرها بواسطة الاصطفاء الطبيعي. التكيفات تزيد من صلاحية الكائنات الحية وفرص بقائها. الكائنات الحية تواجه أثناء نموها وتطورها تحديات بيئية متتابعة، وهي مزودة بلدونة تكيفية، بحيث ينمو نمطها الظاهري بتجاوب مع الظروف المفروضة. قاعدة التفاعل النمائية لأي خلة هي مهمة من أجل تصحيح التكيف، إذ أنها تتحمل نوعاً من الضمان الحيوي أو الرجوع لبيئات مختلفة.

## مبادئ عامة
التكيف هو عملية متحركة ومتواصلة قبل أن يُعتبر كحالة ثابتة أو جزءا فيزيائيا من الجسد. الطفيليات الداخلية (كمثقبيات الكبد) قد تظهر الفرق بين هاتين الدلالتين: على الرغم من أن التركيب الجسدي لمثل هذه الطفيليات بسيط جدا، إلا أنها متكيفة مع بيئتها بدرجة كبيرة. فمن هنا يتضح أن التكيف ليس مجرد خلات ظاهرية، إذ أن تكيفات هامة تحدث في دورة حياتها، التي غالباً ما تكون معقدة. ولكن استخدام المصطلح العملي في علم الأحياء غالباً يشير إلى الناتج، أي سمات النوع الناتجة عن عملية التكيف المتحركة التطورية. يمكن التمييز بين الدلالتين المختلفتين للمصطلح عن طريق استخدام المصطلح التكيف للإشارة للعملية، والمصطلح خلة تكيفية للإشارة إلى الناتج.
التكيف هو أحد العمليتين الرئيسيتين اللتين تفسران تنوع الأنواع الذي نلاحظه في الأحياء، مثل الأنواع المختلفة من عصافير داروين. العملية الثانية هي الانتواع الناتج عن الانعزال الجغرافي أو أي آلية أخرى من آليات الانتواع. أحد الأمثلة المفضلة التي تستعمل لدراسة التفاعل بين التكيف والانتواع هو تطور سمك السكليد في البحيرات الأفريقية، الذي قضية الانعزال التكاثري فيه معقدة أكثر بكثير.
التكيف ليس دائما ببساطة تطور نمط ظاهري مثالي يلائم البيئة الخارجية، فيجب أن يكون الكائن الحي قادرا على العيش في كل مراحل نموه وتطوره، الأمر الذي يمارس تضييقات على تطور كل من نمو، سلوك، وبينة الكائنات الحية. التضييق الرئيسي، المحاط بالكثير من الجدل، هو الشرط لأن يكون كل تغير جيني أو ظاهري صغيراً نسبياً، وذلك لأن الأنظمة النمائية معقدة ومترابطة. إلا أن معنى «صغير نسبيا» ليس واضحاً. فمثلاً تعدد الصيغ الكروموسومية في النباتات هو تغير جيني كبير وشائع. ومنشأ تعايش حقيقيات النواة يُعد مثالاً بارزا أكثر.

### تصنيفات التكيفات
كل التكيفات تساعد الكائنات الحياة لتعيش في مواقعها البيئية. يمكن تصنيف هذه السمات التكيفية بشكل عام إلى تكيفات تركيبية، وظيفية، أو سلوكية.

#### تكيف تركيبي
يشتمل على تشكيل الصفات والتراكيب الجسمية للكائن الحي لتتلاءم مع مكون أو أكثر من مكونات البيئة، ومن أمثلة ذلك تحور أشكال مناقير الطيور، ومخالب الصقر ومنقاره الحاد المعقوف لالتقاط غذاؤه

#### تكيّف وظيفي (فسيولوجي)
ويشتمل على جميع الأعمال الداخلية في جسم الكائن الحي، فالكيمياء الحيوية للخلايا والعمليات التي تمكن الكائنات من هضم طعامها والإحساس والاستجابة للعالم الخارجي، كلها تكيفات وظيفية تمكن الكائن الحي من البقاء وأمثلة ذلك قدرة الجمل على السير أياما طويلة في الصحراء وإفراز الغدد العرقية في جسم الإنسان لمواجهة ارتفاع الحرارة، وإفراز السم من أحد الغدد اللعابية في الثعبان، وإفراز خيوط العنكبوت، وتغير لون الحرباء.

#### تكيّف سلوكي
وهو قدرة الكائن الحي على الاستجابة للمؤثرات الطارئة أو أي سلوك تطوري بهدف البقاء. والأمثلة على ذلك كثيرة منها قدرة الطيور آكلة النحل على الإمساك به والتعامل معه بمناقرها وأرجلها وانحناء النبات تجاه الضوء وهجرة الطيور واقتفاء الأثر عند كلاب الصيد.

## الأنواع

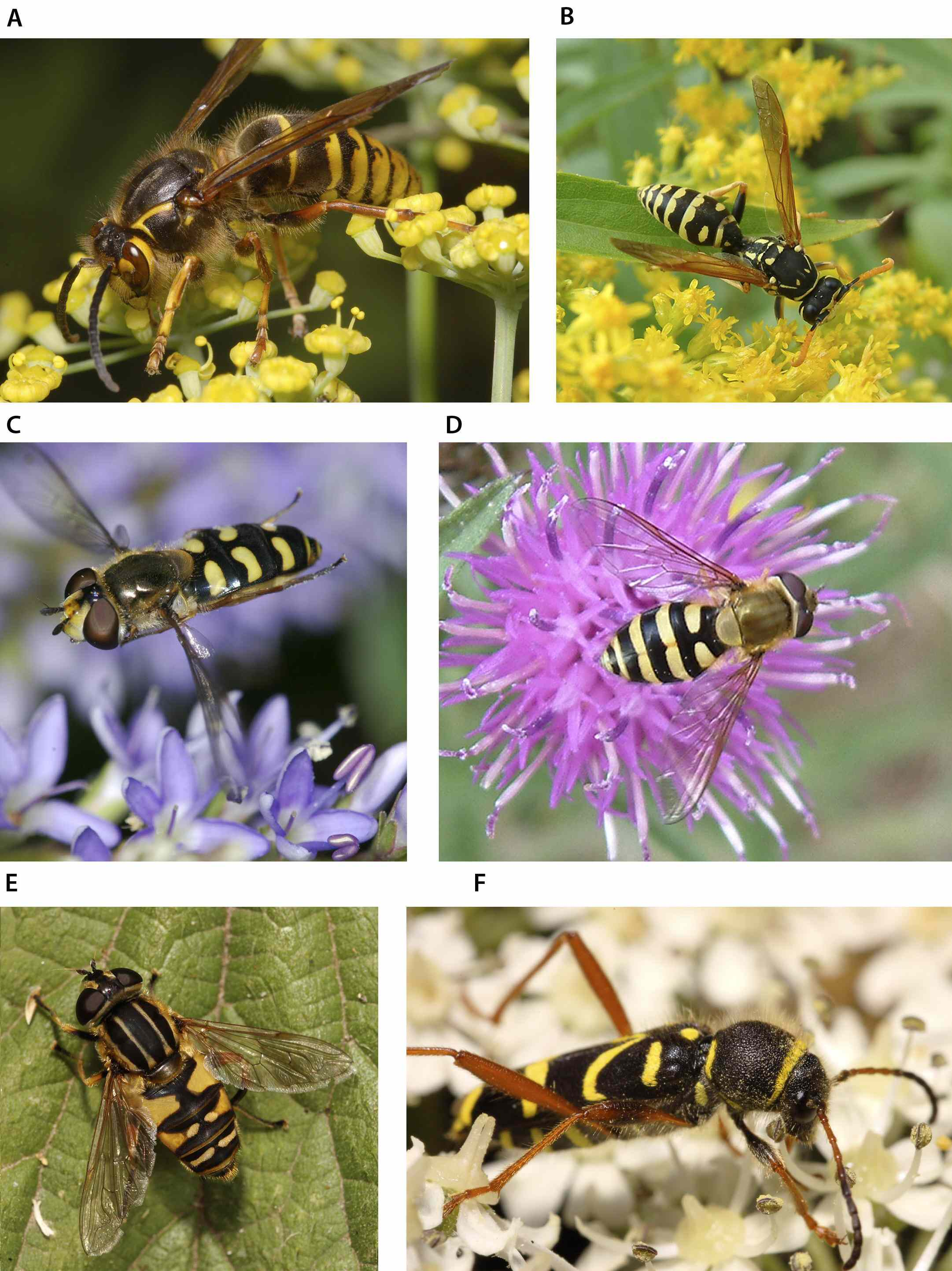
صورة توضيحية لتكيف الدبور مع أنواع مختلفة من النباتات

### تغيرات في البيئة الطبيعية
قبل داروين، كان يُنظر إلى التكيف على أنه علاقة ثابتة بين الكائن الحي وبين بيئته الطبيعية. لم يكن يُعتبر أنه مع تغير المناخ تتغير البيئة الطبيعية، وبتغير البيئة الطبيعية يتغير الحيوم. البيئة الطبيعية أيضا خاضعة لتغيير الحيوم الخاص بها، على سبيل المثال، اجتياح نوع ما من مناطق أخرى. يتغير العدد النسبي للأنواع في البيئة الطبيعية المعينة طول الوقت. التغير هو القاعدة، إلا أن الكثير من الأنواع تعتمد على سرعة التغير ومقداره. عندما تتغير البيئة الطبيعية، قد يحدث ثلاثة أشياء رئيسية للكائنات المقيمة بها: البحث عن بيئة طبيعية أخرى، أو حدوث تغير جيني، أو الانقراض. في الحقيقة، قد تحدث الأشياء الثلاثة بالترتيب، ولكن التغير الجيني هو الوحيد من بين الثلاثة الذي يؤدي إلى التكيف. عندما تتغير البيئة الطبيعية، تنتقل الكائنات المقيمة به عادة إلى مناطق مناسبة أكثر، وهذه هي الاستجابة الطبيعية للحشرات الطائرة ولكائنات المحيطات لأنها تمتلك فرصة كبيرة (وإن لم تكن غير محدودة) في الحركة. يُطلق على هذه الاستجابة اسم البحث عن بيئة طبيعية جديدة، وقد تقدم تفسيرا لفترات الثبات الواضح في سجلات المستحاثات (نظرية التوازن النقطي).

### التغير الجيني
يحدث التغير الجيني في الكائنات عندما يعمل الاصطفاء الطبيعي والطفرات على التباين الوراثي الخاص بها. قد يكون أول مسار لأيض الإنزيمات جزءا من أيض البيورين، مع كون المسارات الأيضية السابقة جزءا من عالم الحمض النووي الريبوزي القديم. طبقا لذلك، فإن الكائنات تتكيف جينيا مع ظروفها. قد تؤدي التغيرات الجينية إلى تراكيب مرئية، أو قد تعدل في النشاط الفسيولوجي بطريقة تناسب البيئة الطبيعية الجديدة.
تتغير البيئة الطبيعية والحيوم بصورة مستمرة، بالتالي فإن عملية التكيف لا تنتهي أبدا. مع مرور الوقت، قد يحدث أن تتغير البيئة قليلا، وتتكيف الأنواع لتصبح مناسبة معها أكثر وأكثر. على الجانب الآخر، قد يحدث أن تقع التغييرات بسرعة نسبيا، وبالتالي تصبح الأنواع أقل تكيفا. بهذه الطريقة، فإن التكيف هي عملية تعقب جينية تحدث باستمرار بدرجة ما، ولكن خاصة عندما لا تتمكن الكائنات من الانتقال إلى مناطق أقل عداء وأكثر ملاءمة. ومع حدوث تغيرات جينية كافية بالإضافة إلى وجود ظروف ديموغرافية معينة، قد يكون التكيف كافيا في إرجاع الكائنات من حافة الانقراض في عملية تُسمى الإنقاذ التطوري. يجب ملاحظة أن التكيف يؤثر بدرجة ما على كل الأنواع في كل نظام بيئي بعينه.
يعتقد لي فان فالين أنه حتى في البيئات المستقرة، فإنه على الأنواع المتنافسة التكيف دائما للحفاظ على فرصها النسبية. أصبحت هذه الفرضية تُعرف باسم فرضية الملكة الحمراء، كما نرى في التفاعلات بين العائل والطفيل.

### التكيف المشترك
في التطور المشترك حيث نجد أن وجود نوع معين مرتبط بقوة بحياة نوع آخر، عادة ما يتْبع التكيفات الجديدة أو المطورة في نوع ما ظهور وانتشار السمات المقابلة في الأنواع الأخرى. هذه العلاقات التكيفية المشتركة هي علاقات حركية في ذاتها، وقد تستمر لملايين السنين كما حدث في العلاقة بين كاسيات البذور وحشرات التأبير.

### التنكر
أدت أعمال بيتس على الفراشات الأمازونية إلى تطويره أول تقرير علمي عن التنكر، خاصة نوع التنكر الذي يحمل اسمه وهو تنكر بيتس. تنكر بيتس هو تنكر نوع مستساغ في صورة نوع غير مستساغ أو كريه مما يجعله يكتسب ميزة اصطفائية. يمكن ملاحظة أحد الأمثلة الشائعة في الحدائق المعتدلة وهي السيرفيدية التي يتنكر العديد منها بألوان غشائيات الأجنحة (مثل الزنابير والنحل) على الرغم من أنها لا تمتلك أي إبرة. لا يحتاج هذا التنكر أن يكون مثاليا ليزيد من فرصة نجاة الأنواع المستساغة.
يعتقد بيتس ووالاس وفريتز مولر أن تنكر بيتس وتنكر مولر يوفران دليلا على عمل الاصطفاء الطبيعي، وهي الفكرة التي أصبحت رائدة الآن بين علماء الأحياء.

### المساومة
لكل التكيفات جوانب سلبية: أرجل الخيل مناسبة تماما للعدو على العشب ولكنها لا تصلح لحك ظهرها، شعر الثدييات يساعدها في تنظيم الحرارة ولكنه يوفر بيئة ملائمة للطفيليات. التكيفات التي تساعد في الوظائف المختلفة قد تكون مدمرة في نفس الوقت. تحدث المساومة والتبديل بصورة واسعة، ولا تحقق الكمال. يشد الضغط الاصطفائي في اتجاهات مختلفة، والتكيف الناتج هو نوع من المساومة.

## اقرأ أيضاً
- دفاع النباتات ضد العواشب